# Fantasia - Live in Tokyo
Fantasia - Live in Tokyo è un album dal vivo del gruppo rock britannico Asia, pubblicato nel 2007.
Fu registrato al Tokyo Kōsei Nenkin Kaikan.

## Tracce
1. Time Again – 5:14
2. Wildest Dreams – 5:37
3. One Step Closer – 4:20
4. Roundabout – 8:41
5. Without You – 5:45
6. Cutting It Fine – 6:41
7. Intersection Blues – 3:40
8. Fanfare For The Common Man – 7:35
9. The Smile Has Left Your Eyes – 3:39
10. Don't Cry – 4:30
11. The Court Of The Crimson King – 5:01
12. Here Comes The Feeling – 5:39
13. Video Killed The Radio Star – 4:40
14. The Heat Goes On – 9:15
15. Only Time Will Tell – 5:01
16. Sole Survivor – 6:52
17. Ride Easy – 5:27
18. Heat Of The Moment – 8:25

## Formazione
Gruppo
- Geoff Downes - tastiere
- Steve Howe - chitarre
- Carl Palmer - batteria, percussioni
- John Wetton - voce, basso